# Landtagswahlkreis Wolfen
Der Landtagswahlkreis Wolfen war ein Landtagswahlkreis in Sachsen-Anhalt. Der Wahlkreis umfasst zuletzt vom Landkreis Anhalt-Bitterfeld die Stadt Zörbig sowie Teile der Städte Bitterfeld-Wolfen und Sandersdorf-Brehna. Zur Landtagswahl 2021 wurde der Wahlkreis aufgelöst und ging im neu gebildeten Landtagswahlkreis Bitterfeld-Wolfen auf.

## Wahl 2016
Es traten sieben Direktkandidaten an. Das Direktmandat wurde mit 31,0 % der Erststimmen von dem AfD-Politiker Daniel Roi errungen, der sich erstmals um das Direktmandat bewarb.
|                     |                   | Erst- stimmen | Erst- stimmen | Zweit- stimmen | Zweit- stimmen |
| Bewerber            | Partei            | Anzahl        | %             | Anzahl         | %              |
| ------------------- | ----------------- | ------------- | ------------- | -------------- | -------------- |
| Wahlberechtigte     | Wahlberechtigte   | 35.875        | 100,0         | 35.875         | 100,0          |
| Wähler              | Wähler            | 22.201        | 61,9          | 22.201         | 61,9           |
| Ungültige Stimmen   | Ungültige Stimmen | 547           | 2,5           | 487            | 2,2            |
| Gültige Stimmen     | Gültige Stimmen   | 21.654        | 97,5          | 21.714         | 97,8           |
| davon               |                   |               |               |                |                |
| Herbert Hartung     | CDU               | 5.483         | 25,3          | 6.362          | 29,3           |
| Udo Mölle           | DIE LINKE         | 3.500         | 16,2          | 3.298          | 15,2           |
| Angela Kolb-Janssen | SPD               | 3.249         | 15,0          | 2.193          | 11,0           |
| -                   | GRÜNE             | -             | -             | 726            | 3,3            |
| –                   | ALFA              | –             | –             | 145            | 0,7            |
| –                   | Tierschutzallianz | –             | –             | 205            | 0,9            |
| Daniel Roi          | AfD               | 6.704         | 31,0          | 6.238          | 28,7           |
| –                   | DIE RECHTE        | –             | –             | 37             | 0,2            |
| –                   | FBM               | –             | –             | 48             | 0,2            |
| Guido Kosmehl       | FDP               | 1.102         | 5,1           | 880            | 4,1            |
| Ronny Schneider     | FREIE WÄHLER      | 1.330         | 6,1           | 747            | 3,4            |
| –                   | MG                | –             | –             | 42             | 0,2            |
| –                   | NPD               | –             | –             | 376            | 1,7            |
| –                   | Die PARTEI        | –             | –             | 85             | 0,4            |
| –                   | Tierschutzpartei  | –             | –             | 332            | 1,5            |
| Wilko Griebsch      | Einzelbewerberin  | 286           | 1,3           | –              | –              |

## Wahl 2011
Bei der Landtagswahl in Sachsen-Anhalt 2011 waren 40.106 Einwohner wahlberechtigt; die Wahlbeteiligung lag bei 48,2 %. Herbert Hartung gewann das Direktmandat für die CDU.
| Bewerber        | Partei           | Erststimmen in % | Zweitstimmen in % |
| --------------- | ---------------- | ---------------- | ----------------- |
| Herbert Hartung | CDU              | 32,5             | 32,8              |
| Udo Mölle       | LINKE            | 23,4             | 23,7              |
| Angela Kolb     | SPD              | 23,1             | 21,1              |
| Guido Kosmehl   | FDP              | 4,6              | 5,0               |
| Jens Lattke     | GRÜNE            | 4,3              | 5,5               |
| Ronny Schneider | Freie Wähler     | 7,0              | 3,9               |
| –               | KPD              | –                | 0,1               |
| Ina Korntreff   | MLPD             | 0,7              | 0,5               |
| Andreas Klar    | NPD              | 4,3              | 4,5               |
| –               | ödp              | –                | 0,1               |
| –               | Tierschutzpartei | –                | 1,5               |
| –               | Piraten          | –                | 1,0               |
| –               | SPV              | –                | 0,4               |

## Wahl 2006
Bei der Landtagswahl in Sachsen-Anhalt 2006 traten folgende Kandidaten an:
| Name                              | Partei          | Anteil der Erststimmen |
| --------------------------------- | --------------- | ---------------------- |
| Herbert Hartung                   | CDU             | 35,4 %                 |
| Reinhard Waag                     | Die Linke       | 23,8 %                 |
| Fred Walkow                       | SPD             | 24,1 %                 |
| Guido Kosmehl                     | FDP             | 10,0 %                 |
| Jens Lattke                       | GRÜNE           | 3,7 %                  |
| Ina Korntreff                     | MLPD            | 1,7 %                  |
| Joachim Nothdurft                 | Off D-STATT-DSU | 1,3 %                  |
| Wahlberechtigte: 43.124 Einwohner |                 |                        |
| Wahlbeteiligung: 40,0 %           |                 |                        |